# Paratanytarsus sinensis
Paratanytarsus sinensis är en tvåvingeart som beskrevs av Guha och Chaudhuri 1984. Paratanytarsus sinensis ingår i släktet Paratanytarsus och familjen fjädermyggor. Inga underarter finns listade i Catalogue of Life.